# Anne d'Autriche (1432-1462)
Pour les articles homonymes, voir Anne d'Autriche.
Anne d'Autriche (12 avril 1432 - 13 novembre 1462) est duchesse titulaire de Luxembourg de 1457 à 1459 et landgravine consort de Thuringe de 1446 à 1462.

## Biographie
Anne est la fille aînée du roi des Romains Albert II et de son épouse Élisabeth de Luxembourg. Elle épouse le 2 juin 1446 Guillaume II, landgrave de Thuringe. Deux enfants sont nés de cette union :
- Marguerite (née en 1449 - † 13 juillet 1501) épouse en 1476 de Jean Ier Cicéron de Brandebourg
- Catherine (née en 1453 - † 17 janvier 1534 ) épouse en 1471 de Henri II de Poděbrady